# Pyraichmes (König von Euböa)
Pyraichmes (altgriechisch Πυραίχμης Pyraíchmēs, deutsch ‚der Feuerlanzige‘) ist eine Gestalt der griechischen Mythologie.
Pyraichmes war König von Euböa und führte Krieg gegen Böotien. Der junge Herakles überwältigte ihn jedoch und band seinen Körper an Fohlen, die ihn zweiteilten. Den Leichnam ließ er unbestattet zurück. All dies trug sich an einem nicht zu lokalisierenden böotischen Fluss namens Herakleios zu. Der Ort des Geschehens soll später „die Fohlen des Pyraichmes“ (Πῶλοι Πυραίχμου Pṓloi Pyraíchmou) genannt worden sein und wenn Pferde aus dem Fluss tranken, hörte man die Fohlen wiehern. 

## Quelle
- Pseudo-Plutarch, Parallela minora 7